# Thomas Campbell Eyton
Thomas Campbel Eyton (ur. 10 września 1809 w Eyton Hall koło Wellington (Shropshire), zm. 25 października 1880 tamże) – angielski naturalista, ornitolog, przyjaciel Karola Darwina, współzałożyciel Shrewsbury Museum i stowarzyszenia Shropshire and North Wales Natural History and Antiquarian Society, autor m.in. History of the Rarer British Birds i Herd Book of Hereford Cattle, członek Towarzystwa Linneuszowskiego i Towarzystwa Zoologicznego w Londynie.

## Życiorys

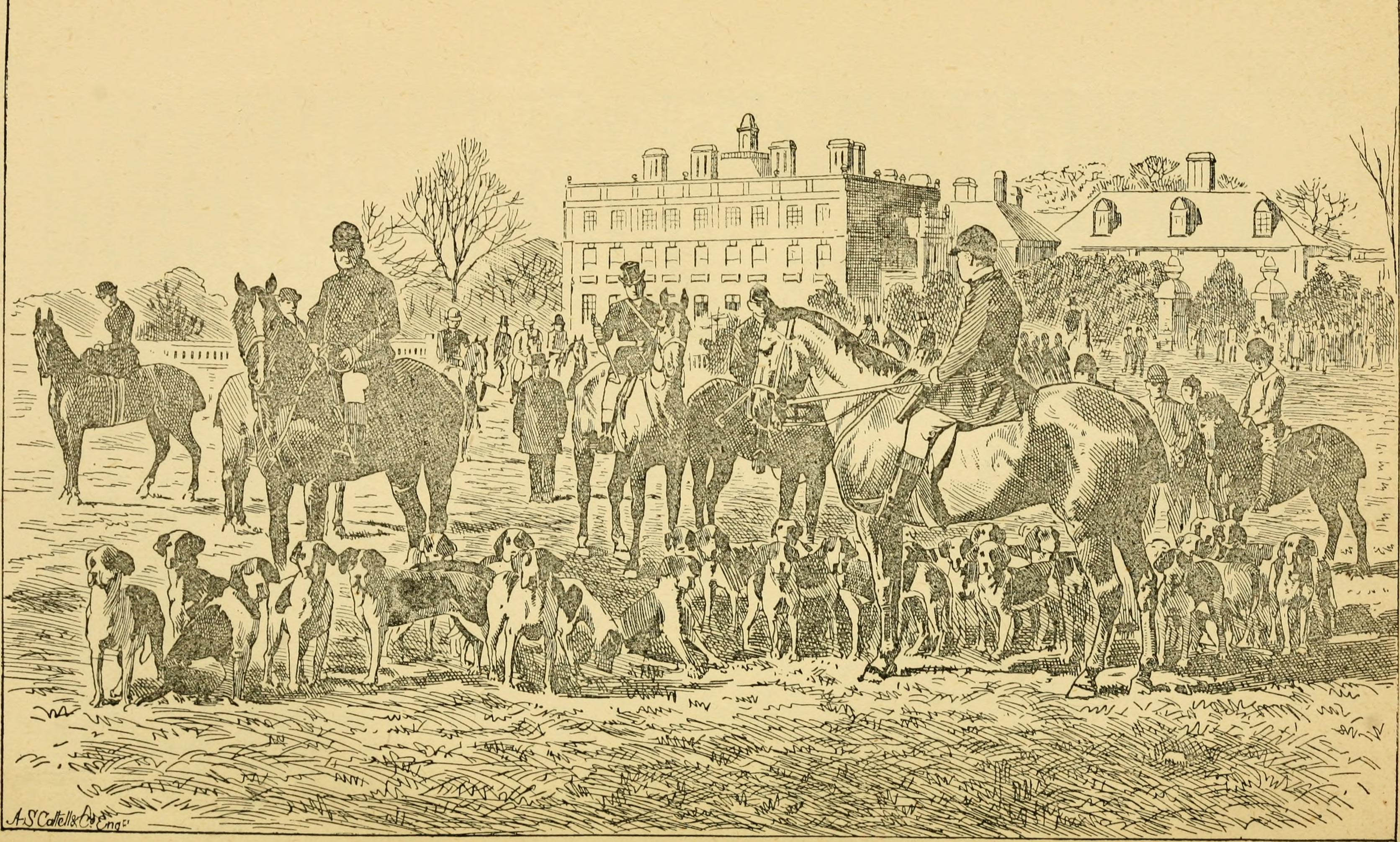
Rozpoczęcie „polowania par force” w Shropshire (sezon 1884–1885)

Thomas Campbel Eyton urodził się 10 września 1809 roku w Eyton, jako spadkobierca rodziny szanowanej w Shropshire od wielu pokoleń. Jego ojcem był Thomas Eyton (1777–1855), zajmujący wysokie stanowiska w Wenlock i Shropshire, a matką Mary, córka generała majora Donalda Campbella. Od dzieciństwa interesował się historią naturalną, m.in. przyjaźnił się z Karolem Darwinem, rówieśnikiem z Shrewsbury. 
Zachowała się jego korespondencja z Darwinem (np. list z 30 listopada 1839 roku, po zakończeniu drugiej wyprawy na HMS „Beagle”). Korespondował też z innymi znanymi przyrodnikami (m.in. L. Agassiz, A. Gray, A.W. Wallace, prof. Owen) oraz z Alfredem Newtonem (1829–1907). Studiował w St John’s College w Cambridge (immatrykulacja w roku 1828, studiów nie ukończył).
Przez wiele lat zajmował się ornitologią. Obserwował m.in. gołębie, badane również przez Darwina w czasie formułowania hipotezy doboru naturalnego, zachodzącego poprzez dostosowania (przyjaźń z Darwinem przetrwała do śmierci, mimo że nie akceptował jego teorii ewolucji). Interesował się również m.in. problemami hodowli bydła oraz rybołówstwem. Na potrzeby rządu prowadził – na swój koszt i korzystając z własnego jachtu – badania dotyczące połowów ostryg przy wybrzeżach Wysp Brytyjskich.  
Aktywnie uczestniczył w życiu lokalnej społeczności, m.in. w 1859 roku zainicjował w Shropshire ruch wolontariatu. Czynnie uprawiał sport. Przez kilka sezonów brał udział w polowaniach z psami myśliwskimi.
Ożenił się 13 maja 1835 roku z Elizabeth Frances, córką Roberta Aglionby’ego Slaneya (wieloletniego posła okręgu Shrewsbury z ramienia wigów), po którym współdziedziczyła majątek. Małżonkowie mieli siedmioro dzieci. Córka, Charlotte Eyton, została autorką naukowych prac przyrodniczych. Zmarł w Eyton 25 października 1880 roku.

## Publikacje
W 1835 założono w Shropshire stowarzyszenie miłośników historii naturalnej (Shropshire and North Wales Natural History and Antiquarian Society), z jego muzeum, a w następnym roku została wydana bogato ilustrowana książka Eytona pt. „History of the Rarer British Birds”, która budzi duże zainteresowanie do czasów współczesnych (była wielokrotnie wznawiana). Ilustracje do pracy Eytona wykonał Marks, miejscowy rytownik (zob. drzeworyt, litografia, chromolitografia). Uważa się, że wykonane przez niego ilustracje oddają wygląd ptaków nie mniej wiernie, niż ilustracje ze znanej książki Thomasa Bewicka, opublikowanej ponad 30 lat wcześniej  („A History of British Birds”, 1803).
W roku 1836 wrócił do Shrewsbury Darwin, po zakończeniu wyprawy na „Beagle”. W wydanym w 1841 roku opracowaniu zbiorowym The Zoology of the Voyage of H.M.S. Beagle, Under the Command of Captain Fitzroy, R.N., During the Years 1832 to 1836 znalazło się opracowanie Johna Goulda pt. Birds. Zamieszczono w nim uwagi Darwina nt. zachowań i nawyków ptaków oraz dodatek Eytona, dotyczący ich anatomii. 
T.C. Eyton opublikował ponadto: 
- 1836 – Catalogue of British Birds[22]
- 1838 – Monograph of the Anatidæ, or Duck Tribe[23]
- 1858 – A History of the Oyster and the Oyster Fisheries[24]
- 1867 – Osteologia Avium; Or, A Sketch of the Osteology of Birds[25] i Osteologia Avium: Plates[26]

Ok. 1842 roku założył w Wellington (Shropshire) wydawnictwo, poświęcone zagadnieniom hodowli bydła (Herd Book of Hereford Cattle) i był jego redaktorem do 1860 roku (zastąpił go wówczas T. Duckham).

## Shrewsbury Museum
W 1855 roku (po uzyskaniu praw do zarządzania majątkiem rodzinnym) T.C. Eyton wybudował w Eyton przestronne muzeum, w którym wyeksponował swoją kolekcję skór i szkieletów ptaków. Większość szkieletów przygotowywał i montował osobiście. Kolekcja była uznawana za jeden z najlepszych zbiorów tego typu w Europie.